# 義大利-阿爾巴尼亞天主教格羅塔費拉塔聖母自治會院區
義大利-阿爾巴尼亞天主教格羅塔費拉塔聖母自治會院區是天主教在義大利一個自治會院區，直屬聖座。是天主教會現存十一個自治會院區之一，也是唯一非拉丁禮的自治會院區（義大利-阿爾巴尼亞拜占庭禮）。
會院在1004年創立，又稱為聖尼絡隱修院。1937年9月26日升格為自治會院區。
2009年有八十七名名教友、一個堂區（即聖思嘉隱修院）、八名司鐸。目前院牧之位處於出缺狀態。